# Pomořanská kachna
Pomořanská kachna (německy Pommernente) je plemeno kachny, která se chová pro maso. V Německu je nejstarším uznaným plemenem. Podle regionu původu a zbarvení je také nazývána Schwedenente, Uckermärker a Duclairente.

## Původ plemene
Pomořanská kachna je domestikovaná forma kachna divoké (Anas platyrhynchos) ze severoněmeckého pobřeží.

## Popis
Pomořanská kachna masové plemeno kachny s poměrně vysokou snáškou vajec (70-100 vajec ročně). Chová se v černé barvě s bílou náprsenkou.